# Mesochorus bituberculatus
Mesochorus bituberculatus är en stekelart som beskrevs av Dasch 1974. Mesochorus bituberculatus ingår i släktet Mesochorus och familjen brokparasitsteklar. Inga underarter finns listade i Catalogue of Life.